# Rio Gadera
Il Rio Gadera (Gran Ega in ladino, Gaderbach in tedesco) è un fiume dell'Alto Adige.

## Percorso
Il rio Gadera non possiede una vera e propria sorgente in quanto è chiamato tale solo a partire da Corvara alla confluenza di due fiumi: Il Rio Pissadú (ladino: Rü de Pisciadú), che nasce dal omonimo lago a quota 2.564 m. e dal Rio Torto (ladino: Rü Tort), che nasce invece poco al di sopra del passo Campolongo. Il rio Gadera dunque attraversa l'intera val Badia. Nel tratto superiore (dalla sorgente fino a poco prima di Pederoa, frazione di La Valle) scorre in un ampio fondovalle. Nel tratto medio (da Pederoa a Longega) scorre in una valle nettamente più stretta e profonda. Nel tratto inferiore (da Longega a Mantana, frazione di San Lorenzo di Sebato) scorre invece in una stretta gola. Il fiume infine si getta nella Rienza, della quale è il secondo maggiore affluente, in località Floronzo, frazione di San Lorenzo di Sebato.

## Affluenti
I principali affluenti del rio Gadera sono alla sinistra:
- Rio di Campil (Rü da Lungiarü in ladino)
- Rio d'Antermoia (Rü d'Antermëia o Aunejia in ladino)

Alla destra:
- Rio di San Cassiano (Rü da San Ciascian in ladino)
- Rio Ciampló (Rü da Ciamplorët o Rü dla Gana in ladino)
- Rio di San Vigilio (Rü d'Al Plan in ladino)

## Idronimo
In lingua ladina il nome del rio Gadera è La Gran Ega, che in italiano si traduce come "la grande acqua".
Più oscura è invece l'origine del nome tedesco Gàder reso in italiano con Gàdera. La teoria maggiormente accettata rimanda il nome a quello originale del Castel Tor che risulta essere turris in Geder. Questo termine, Geder, sembra essere la parola retoromanza traducibile in italiano con "quadro" o "quadrato", in riferimento alla forma della fortificazione originale. In seguito il castello passò ad essere sede del giudizio di Tor e a dare il suo nome (poi evolutosi in Gader) alla val Badia (in tedesco Gadertal) e al suo fiume.

## Sfruttamento
La principale attività economica della val Badia è il turismo. Notevole è l'estensione di impianti e piste per lo sci il cui mantenimento richiede una grande quantità d'acqua. Le acque del Gadera infatti sono sfruttate per la produzione di neve artificiale in grande quantità. Inoltre il fiume è sfruttato per la produzione di corrente elettrica. In località Sompunt, frazione di Badia si trova un depuratore. Un altro depuratore si trova a San Lorenzo di Sebato poco dopo l'immissione del rio Gadera nella Rienza.